# Чкалово (Пологовский район)
Чкалово (укр. Чкалова) — село в 
Чубаревском сельском совете,
Пологовского района,
Запорожской области,
Украины.
Код КОАТУУ — 2324288208. Население по переписи 2001 года составляло 73 человека.

## Географическое положение
Село Чкалово находится на расстоянии в 2,5 км от села Красносёловка.

## История
- 1776 год — дата основания как село Мережное.
- В 1944 году переименовано в село Чкалово.

## Известные люди
- Сиротюк, Светлана Трофимовна (род. 1941) — советская и украинская театральная актриса, Народный артист Украины.